# Wasserkörper
Der Wasserkörper ist der Abschnitt eines Gewässers.
Ursprünglich war der Wasserkörper nach DIN 4049, Teil 1 (1992) ein Wasservolumen [m³], das eindeutig abgegrenzt oder abgrenzbar ist. Es handelte sich um ein Gedankenkonstrukt, das einen gedachten Körper aus Wasser bezeichnet, der einen bestimmten Hohlraum ausfüllt.
Der Wasserkörper ist ein Zentralbegriff der EU-Richtlinie 2000/60/EG (sog. Wasserrahmenrichtlinie). In § 3 Nr. 6 des Wasserhaushaltsgesetzes wird der Begriff definiert und dort sowie in der Oberflächengewässerverordnung zur weiteren Umsetzung der Richtlinie 2000/60/EG verwandt.
Nach der Wasserrahmenrichtlinie versteht man unter einem Oberflächenwasserkörper einen „einheitlichen und bedeutenden Abschnitt“ eines Gewässers. Gemäß der Landesverordnung ist er ein einheitlicher und bedeutender Abschnitt eines Oberflächengewässers, wie etwa ein See, ein Speicherbecken, ein Fließgewässer, ein Fluss oder ein Kanal, ein Teil eines Fließgewässers, eines Flusses oder eines Kanals, ein Übergangsgewässer oder ein Küstengewässerstreifen. Auch können mehrere kleine, einander sehr ähnliche Bäche zu einem einzigen Wasserkörper zusammengefasst sein. Bei einem Grundwasserkörper handelt es sich um ein abgegrenztes Grundwasservolumen innerhalb eines oder mehrerer Grundwasserleiter.
Die beiden wichtigsten Kriterien, nach denen Wasserkörper festgelegt werden, sind Typisierung und Gewässerzustand. Wasserkörper sollen den Wechsel der Typen und den Wechsel des Zustandes im Gewässer widerspiegeln. Wasserkörper sollen darüber hinaus eine Bewirtschaftung, also das zielgerichtete Hinwirken der Wasserwirtschaftsverwaltung auf die Bewirtschaftungsziele der Wasserrahmenrichtlinie, ermöglichen.
Ein Gewässerabschnitt ist abzugrenzen von dem Wasserkörper nach DIN 4049. Ein Gewässerabschnitt umfasst den vom Wasser gefüllten Raum einer Hohlform, nämlich den Wasserkörper im Sinne der DIN 4049, und darüber hinaus die Hohlform selbst, also das Gewässerbett aus Sohle und Ufer. Zusammengefasst kann der Begriff Wasserkörper zweierlei, ein Ganzes, den Gewässerabschnitt, oder einen Teil davon, nämlich das im Gewässerabschnitt befindliche Wasser, bezeichnen. Besonders in der Gewässerökologie ist die Unterscheidung zwischen Gewässersohle und darüber liegendem Wasserkörper im Sinne der DIN 4049 von Bedeutung.
Fließgewässer wandeln sich meist in ihrem Verlauf: Der Oberlauf hat oft eine andere Gestalt, andere Fließverhältnisse und anderes Substrat als der Mittel- oder Unterlauf. Die Unterschiede sind mitunter so groß, dass man Ober-, Mittel- und Unterlauf verschiedenen Fließgewässertypen zuordnen muss. Indem man das Fließgewässer in mehrere Abschnitte, also Wasserkörper, unterteilt, kann die Abfolge der Typen im Gewässerverlauf abgebildet werden. Auch Standgewässer können derart stark gegliedert sein, dass sich verschiedenartige Gewässerabschnitte, also Wasserkörper, ausmachen lassen. Dies gilt auch für die Küstengewässer, die sich an der vielgestaltigen Ostseeküste mit ihren Sunden, Bodden und Haffen in ganz unterschiedlich geprägte Abschnitte, also Wasserkörper, teilen.
Es gibt nicht nur die Einteilung größerer Gewässer in mehrere Wasserkörper, sondern auch die Zusammenfassung mehrerer miteinander verbundener Wasserläufe zu einem Wasserkörper. Darauf ist vor allem bei statistischen Angaben zu achten: Die Gewässerlänge eines Wasserkörpers, der aus einem Bach und mehreren seiner Zuläufe besteht, kann größer sein als der längste Fließweg in diesem System.